# Научно-исследовательский институт информационных наук и технологий Ирана
Научно-исследовательский институт информационных наук и технологий Ирана (перс. پژوهشگاه علوم و فناوری اطلاعات ایران‎), получивший это название в 2009 г., был основан в 1968 г. как «Центр документов Ирана» и в 1969 г. стал одним из четырёх центров «Института исследований и планирования в сфере науки и образования». В 1991 г. решением Совета по распространению высшего образования этот центр стал называться «Центром научной информации и документов Ирана», превратившись в самостоятельное исследовательское учреждение. Затем в 2005 г. его статус был повышен до «Научно-исследовательского института научной информации и документов Ирана».
НИИ имеет за плечами 48-летнюю историю и в настоящий момент в него входят три аффилированных института, занимающихся исследовательской и образовательной деятельностью, а также возглавляемый одним из заместителей секретариат «Информации по науке и технологиям Ирана», который руководит распространением сведений, относящихся к научной и технологической сферам. В осуществлении своей деятельности Институт опирается на штат научных сотрудников и специалистов, включающий в себя 150 человек.

## Деятельность и достижения
За прошедшие четыре десятилетия Институт провёл тысячи часов очного и заочного обучения в рамках сотен краткосрочных курсов для исследователей по всей стране, некоторые из которых были реализованы более сотни раз. На настоящий момент в Институте проходят обучение несколько аспирантов по таким направлениям, как управление информационными технологиями, наука об информации и эпистемология. Эти аспиранты готовят диссертации, посвящённые самым разным областям научных исследований.
В настоящее время Институт располагает базой данных объёмом около миллиона записей научно-технических документов страны и официально занимается регистрацией сведений магистерских и кандидатских диссертаций, а также согласованием по общему использованию источников. К другим видам деятельности Института относятся реализация с 1995 г. проекта «Гадир» (объединённое членство в различных библиотеках), накопление иностранных научных источников для университетов и научно-исследовательских институтов (с 2008 г.), сотрудничество с мировыми информационными учреждениями, например, Международной федерацией библиотечных организаций и ТермНет, создание системы запросов на исследования для поддержки научного сотрудничества между исследователями и организациями-заказчиками. Кроме того, Институт представляет Иран в Информационной сети азиатско-тихоокеанского региона в качестве её члена.